# کانویر ان‌بی-۳۶اچ
کانویر ان‌بی-۳۶اچ یک هواپیمای آزمایشی حامل یک رآکتور هسته‌ای برای تأمین سوحت آن بود. نام مستعار آن «صلیبیون» بود. این هواپیما برای برنامه پیشران هسته ای هواپیما یا ANP ایجاد شد تا امکان‌سنجی بمب افکن هسته ای را نشان دهد. توسعه آن با لغو برنامه ANP به پایان رسید.

## مشخصات فنی

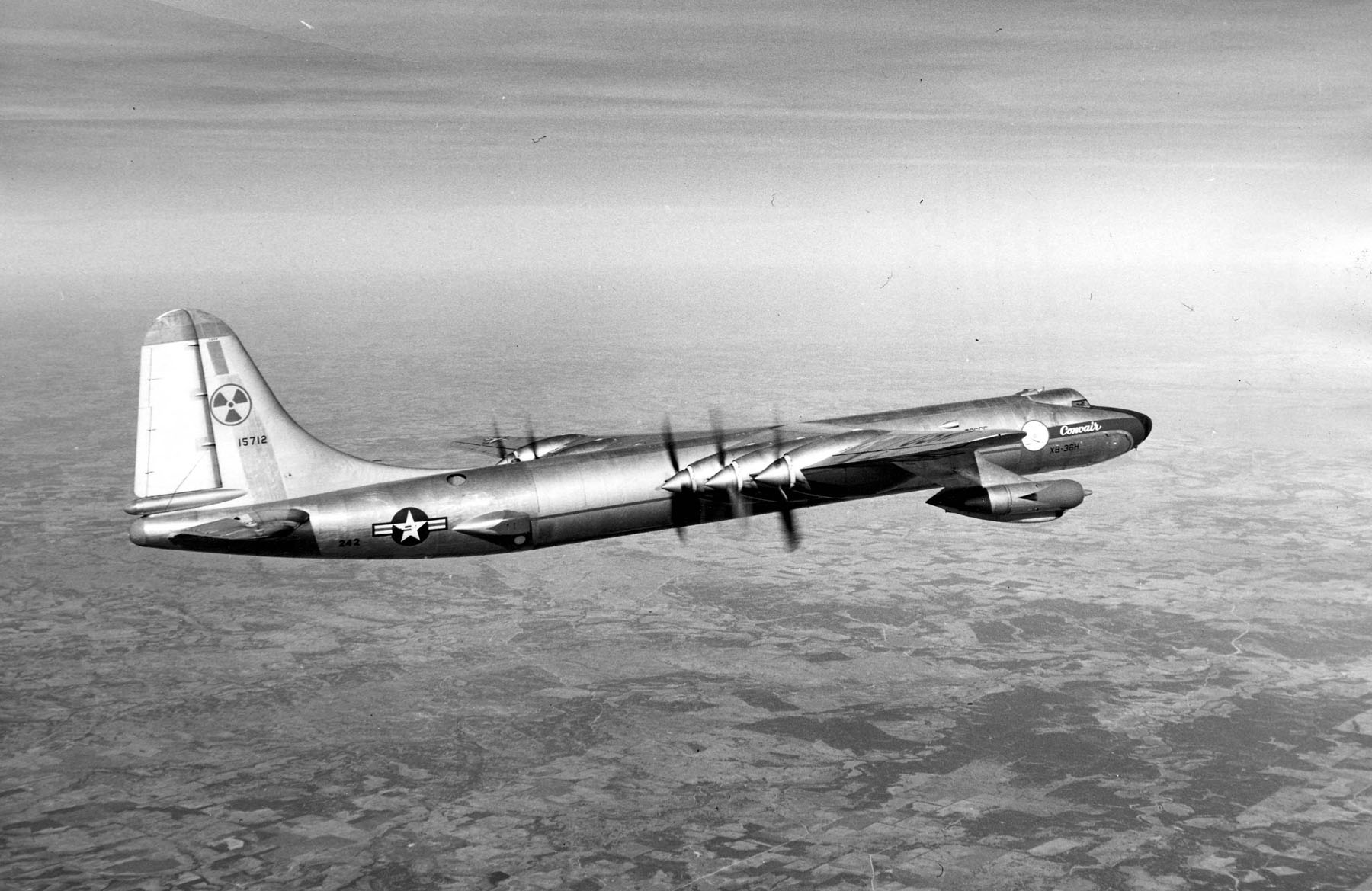
ان‌بی-۳۶اچ در حال پرواز. به ۲ غلاف توجه کنید. هر کدام در نزدیکی نوک بال‌های هواپیما نصب شده بودند و هر یک دارای دو موتور جت GE J47 بودند.

ویژگی‌های عمومی
- خدمه: ۵
- طول: ۴۹٫۳۸ متر (۱۶۲ فوت ۱ اینچ)
- پهنای بال: ۷۰٫۱۰ متر (۲۳۰ فوت ۰ اینچ)
- ارتفاع: ۱۴٫۲۳ متر (۴۶ فوت ۸ اینچ)
- مساحت بال‌ها: ۴۴۳٫۳ متر مربع (۴٬۷۷۰ فوت مربع)
- وزن ناخالص: ۱۶۲٬۳۰۵ کیلوگرم (۳۵۷٬۵۰۰ پوند)
- پیشرانه: ۴ عدد موتور توربوجت جنرال الکتریک جی۴۷, ۲۳٫۱ کیلونیوتن (۵٬۲۰۰ پوند-نیرو) thrust  در هر موتور
- پیشرانه: ۶ عدد موتور شعاعی پرت اند ویتنی آر-۴۳۶۰–۵۳، ۲٬۸۳۰ کیلووات (۳٬۸۰۰ اسب بخار) در هر موتور

عملکرد
- حداکثر سرعت: ۶۷۶ کیلومتر بر ساعت (۴۲۰ مایل بر ساعت، ۳۶۰ گره)
- سرعت کروز: ۴۳۰ کیلومتر بر ساعت (۲۷۰ مایل بر ساعت، ۲۳۰ گره)
- حداکثر ارتفاع: ۱۲٬۲۰۰ متر (۴۰٬۰۰۰ فوت)

## همچنین ببینید
توسعه مرتبط
- کانویر بی-۳۶
- کانویر ایکس-۶

هواگردهای با عملکرد، پیکربندی و یا دوره زمانی مشابه
- توپولف تو-۹۵ال‌ای‌ال
- WS-125

### کتابشناسی - فهرست کتب
- Winchester, Jim. Concept Aircraft: Prototypes, X-Planes, and Experimental Aircraft. Thunder Bay Press, 2005. شابک ‎۹۷۸−۱۵۹۲۲۳۴۸۰۶ISBN 978-1592234806